# Haematopota tchivinguiroensis
Haematopota tchivinguiroensis är en tvåvingeart som beskrevs av Travassos Santos Dias 1991. Haematopota tchivinguiroensis ingår i släktet Haematopota och familjen bromsar.
Artens utbredningsområde är Angola. Inga underarter finns listade i Catalogue of Life.